# سيزار كاسترو
سيزار كاسترو (بالبرتغالية: César Castro‏) هو غطاس برازيلي، ولد في 2 سبتمبر 1982 في برازيليا في البرازيل.

## وصلات خارجية
- سيزار كاسترو على موقع الاتحاد الدولي للسباحة (الإنجليزية)
- سيزار كاسترو على موقع قاعدة بيانات الغوص IAT (الألمانية)
- سيزار كاسترو على موقع اللجنة الأولمبية الدولية (الإنجليزية)
- سيزار كاسترو على موقع أوليمبيديا (الإنجليزية)
- سيزار كاسترو على موقع اللجنة الأولمبية البرازيلية (البرتغالية)